# Großer Reinhard
Der Große Reinhard ist ein 2790 m ü. A. hoher Berggipfel des Prettaukamms in der Venedigergruppe. Der alpinistisch unbedeutende Gipfel liegt an der italienisch-österreichischen Staatsgrenze. Die Bergflanken des Großen Reinhard sind im Nationalpark Hohe Tauern bzw. Naturpark Rieserferner-Ahrn unter Schutz gestellt.

## Lage
Der Große Reinhard liegt an der Grenze zwischen der Südtiroler Gemeinde Sand in Taufers im Westen und der Osttiroler Gemeinde St. Jakob in Defereggen im Osten. Bezogen auf den Prettaukamm liegt der Große Reinhard im Südwesten. Nordwestlicher Nachbar des Großen Reinhard ist der Südgipfel der Gabelspitze (3071 m ü. A.), deren Südostgrat zum Großen Reinhard verläuft. Der Südgrat der Gabelspitze verläuft zum westlich des Großen Reinhard liegenden Kleinen Reinhard (2631 m). In diesem Grat ragt ein markanter Gratturm auf, der als „Mutti“ bezeichnet wird. Südlich des Großen Reinhard liegt die Arventalalm und das Quellgebiet des nach Westen abfließenden Brunnerbachs, östlich das Tal des Arventalbachs.